# ونتورف بای هامبورگ
ونتورف بای هامبورگ (به آلمانی: Wentorf bei Hamburg) یک شهر در آلمان است که در هرتسوگتوم لاونبورگ واقع شده‌است. ونتورف بای هامبورگ ۱۱٬۵۲۷ نفر جمعیت دارد.

## خواهرخوانده
شهر گارتس خواهرخواندهٔ ونتورف بای هامبورگ هست.